# Элде (аэропорт)
Гронингенский аэропорт Элде (нидерл. Groningen Airport Eelde; ИАТА: GRQ, ИКАО: EHGG) — небольшой международный аэропорт на северо-востоке Нидерландов. Он расположен поблизости от городка Элде в провинции Дренте, в 8,9 км к югу от города Гронинген в провинции Гронинген. Аэропорт также является базой летной академии KLM, аэроклуба Noord Nederlandse Aero Club (NNAC) и предприятия General Enterprises/Cirrus Sales & Service.
Аэропорт начал свою деятельность под названием «Hakenkampsveld» в 1928 году и был официально открыт в 1931 году. В 1933 году он был переименован в «Luchthaven Eelde». Во время Второй мировой войны аэропорт оккупировали немецкие военные. С 1958 года из аэропорта отправляются рейсы в Европу. С 1988 года аэропорт носит название Groningen Airport Eelde.

## Авиакомпании и направления
Следующие авиакомпании выполняют регулярные и чартерные рейсы в Гронинген и обратно:

## Статистика
Данные из запроса в Викиданные.

## Наземный транспорт

### Автомобиль
До аэропорта можно добраться на автомобиле по съезду 37 с автомагистрали A28.

### Велосипед
Выделенная велосипедная инфраструктура существует почти на всём пути от города Гронинген до Гронингенского аэропорта Элде; используются либо Groningerweg/Hoofdweg, либо велосипедные дорожки, параллельные автомагистрали A28/E232.

### Общественный транспорт
Ближайшие крупные железнодорожные станции находятся в Ассене и Гронингене.
Автобусный маршрут соединяет аэропорт с Гронингеном. Автобусное сообщение с Ассеном возможно с пересадкой в Де-Пюнт.
Маршрут 9 обслуживается компанией Qbuzz и представляет собой регулярный городской автобус, который соединяет железнодорожный вокзал Гронинген-Норд с деревней Де-Пюнт через центр города, железнодорожный вокзал Гронингена, город Элде и аэропорт. На автобусной станции Де-Пюнт маршрут 9 стыкуется с маршрутом 50 до железнодорожного вокзала Ассена. Маршруты 9 и 50 работают каждые полчаса утром и днём с понедельника по субботу и ежечасно по вечерам в воскресенье.